# 치리키쌀쥐
치리키쌀쥐 또는 탈라만카쌀쥐(Nephelomys devius)는 비단털쥐과 톰스쌀쥐속에 속하는 설치류이다. 보케테쌀쥐 또는 저산대쌀쥐로도 불린다. 코스타리카 고지대와 파나마 서부의 운무림에서 발견된다.

## 특징
등 쪽은 연한 갈색이고 옆구리 쪽으로 갈수록 밝아진다. 배 쪽은 엷은 황갈색 또는 무딘 흰색을 띠며 목은 희끄무레하다. 코와 귀는 검고 발은 노랑 또는 갈색이다. 꼬리 윗면은 짙은 갈색이고 아랫면은 약간 밝다. 새끼의 경우 등 쪽이 더 짙은 색을 띤다. 3점 표본의 전체 몸길이는 335~360mm이고, 꼬리 길이는 180~195mm이다. 뒷발 길이는 33~36mm, 두개골 길이는 35.8~37.5mm이다. 치리키쌀쥐는 파나마 동부 지역에 알려져 있는 근연종 피리산쌀쥐(N. pirrensis)와 함께 톰스쌀쥐속을 대표하는 극서 지역 서식종이다. 그 종과는 달리 가슴 부위는 여러 다른 톰스쌀쥐속 종들처럼 흰 반점 무늬가 나 있다. 두개골은 좀더 둥글고 귀의 청각 돌기가 더 크며 털은 약간 더 연한 색을 띤다. 탈라만카쌀쥐와 달리, 톰스쌀쥐속의 가장 가까운 근연종으로 추정되며 치리키쌀쥐는 확실히 음경꺼풀샘이 없다. 원래는 1902년에 쌀쥐속 종(Oryzomys devius)으로 기술되었고 메리다쌀쥐(O. meridensis)의 근연종으로 간주되었다. 1966년 톰스쌀쥐군의 다른 종들처럼 톰스쌀쥐에 통합되었지만, 다시 별도의 종으로 분리되었다. 2006년 톰스쌀쥐군에 속하던 종들은 새로운 톰스쌀쥐속(Nephelomys)으로 옮겨졌고, 현재 Nephelomys devius라는 학명을 얻게 되었다.